# Lijst van schilderijen in het Centraal Museum/Z
Lijst van schilderijen in het Centraal Museum met werken van schilders van wie de achternaam begint met de letter Z. Vermeldingen in het grijs geven aan dat het werk geen deel meer uitmaakt van de collectie van het Centraal Museum, bijvoorbeeld omdat het in bruikleen gegeven is aan een andere instelling of omdat het teruggegeven is aan de bruikleengever.
| Inventarisnummer | Toeschrijving              | Titel                                          | Datering      | Afbeelding |
| ---------------- | -------------------------- | ---------------------------------------------- | ------------- | ---------- |
| 16792            | Jan Adam Zandleven         | Boom                                           | 1907          |            |
| 11789 a          | Jan Adam Zandleven         | Vaasje met brem                                | 1914          |            |
| 22142            | Jan Adam Zandleven         | Bomen in de zon                                | 1916          |            |
| 11789 aa         | Jan Adam Zandleven         | Boom aan akkerzoom in de duinen                | 1920          |            |
| 29734            | Janus van Zeegen           | Experiment                                     | 1931          |            |
| 28987            | Jacob Zekveld              | Casanova                                       | 1967          |            |
| 28784            | Jacob Zekveld              | De hand                                        | 1969          |            |
| 28783            | Jacob Zekveld              | Family on the stairs                           | 1970          |            |
| 2258             | Félix Ziem                 | Een kade in Venetië                            | 1855-1890     |            |
| 2247/001-008     | Roeloff van Zijl           | Orgeldeuren van de Sint Jacobskerk te Utrecht  | 1608-1609     |            |
| 16901            | Anna Zomer                 | De duinen                                      | Ca. 1965      |            |
| 15010            | Anna Zomer                 | Boerderij nabij Rijnauwen                      | Ca. 1965      |            |
| 6731             | Jan Hendricksz. van Zuylen | Stilleven met kokosnootbokaal                  | Ca. 1650      |            |
| 6571             | Bernardus Zwaerdecroon     | Portret van twee kinderen in pastorale kleding | Ca. 1645      |            |
| 21824            | Willem de Zwart            | Landschap met wilgebomen                       | Ca. 1890      |            |
| 22132            | Willem de Zwart            | Buurtje te Soest                               | Ca. 1895      |            |
| 22029            | Willem de Zwart            | Hooiland                                       | 1895-1910     |            |
| 28107            | Douwe van der Zweep        | Interieur                                      | Ca. 1915-1925 |            |
| 18759            | Douwe van der Zweep        | Anatomie                                       | 1916          |            |
| 28105            | Douwe van der Zweep        | Paarden                                        | 1917          |            |
| 27985            | Douwe van der Zweep        | Landschap                                      | 1918          |            |
| 28108            | Douwe van der Zweep        | Stilleven met kan en doodshoofd                | 1918          |            |
| 28106            | Douwe van der Zweep        | Boerderijen                                    | 1919          |            |
| 29075            | Douwe van der Zweep        | Zonder titel                                   | 1926          |            |
| 18760            | Douwe van der Zweep        | Bromtol                                        | 1929          |            |
| 24540            | Douwe van der Zweep        | Het beeld                                      | 1930          |            |
| 28104            | Douwe van der Zweep        | Stadstuintjes                                  | 1930          |            |
| 24541            | Douwe van der Zweep        | Zelfportret                                    | Ca. 1930      |            |
| 29861            | Dolf Zwerver               | Sanssouci                                      | 1968-2001     |            |
| 23891            | Dolf Zwerver               | De gang                                        | 1979          |            |
| 27327            | Rhonda Zwillinger          | Desire                                         | 1985          |            |
| 27328            | Rhonda Zwillinger          | Paradise                                       | 1985          |            |
| 26810            | Rhonda Zwillinger          | Rapture                                        | 1989          |            |
| 31712            | Ina van Zyl                | Happy House                                    | 2011          |            |
| 31713            | Ina van Zyl                | Where Are You From                             | 2011          |            |